# Echenais argiella
Echenais argiella är en fjärilsart som beskrevs av Bates 1868. Echenais argiella ingår i släktet Echenais och familjen Riodinidae. Inga underarter finns listade i Catalogue of Life.